# شوسی کودا
شوسی کودا (به ژاپنی: 香田 証生) (زاده ۲۹ نوامبر ۱۹۷۹–۲۹ اکتبر ۲۰۰۴) یک توریست ژاپنی بود که در عراق ربوده شده و بعدها در ۲۹ اکتبر توسط گروه ابومصعب الزرقاوی سربریده شد. او اولین ژاپنی بود که در عراق سربریده می‌شد.

## زندگی‌نامه
والدین کودا از اعضای کلیسای متحده مسیح بودند. خانواده او اهل نوگاتا شهری جنوبی در ژاپن بودند و مادرش پرستار بود. کودا دبیرستان را نیمه تمام رها کرده بود و تا سال ۲۰۰۲ به عنوان نقاش خانه مشغول به کار بود.

## ربوده شدن و قتل
کودا در ۲۰ اکتبر ۲۰۰۴ امان را ترک کرد. او توصیه مسافرت نکردن به عراق را نادیده گرفت و به دلیل اینکه می‌خواست بداند در آن کشور چه خبر است، وارد عراق شد. اشخاصی که کودا را اسیر کرده بودند اظهار داشته‌اند که اگر ژاپن نیروهایش را ظرف ۴۸ ساعت از عراق خارج نکند، با او «مثل پیشینیانش نیک و بیگلی رفتار خواهند کرد». بیگلی درست چند هفته قبل توسط این گروه اعدام شده بود که بعدها این گروه به القاعده عراق معروف شد. دولت ژاپن که توسط نخست وزیر Junichiro Koizumi هدایت می‌شد، از انجام این کار امتناع کرد و اظهار داشتند که آنها تسلیم تروریست‌ها نمی‌شوند. در ویدئوی منتشر شده، کودا بر روی پرچم ایالات متحده نشسته است و تروریست‌ها در بالای سر او ایستاده‌اند. چشمان او بسته شده است و یکی از تروریست‌ها بیانه‌ای به طول دو دقیقه و ده ثانیه را قرائت می‌کند. سپس تروریست‌ها او را بر روی زمین نگه می‌دارند و شروع به بریدن سر او می‌کنند. در سرتاسر عمل سربریدن، تروریست‌ها یک نشید تحت عنوان Erhaby Ana را سر می‌دهند. جسد او در ۳۰ اکتبر در بغداد در حالی که در پرچم آمریکا پیچیده شده است، یافت می‌شود. جسد او به ژاپن منتقل شد. او در حین اعدام حدود ۲۴ سال سن داشت. قتل او واکنش‌های گوناگونی را در ژاپن به همراه داشت. بسیاری از شهروندان ژاپنی از مرگ او خشمگین شده و تحت تأثیر قرار گرفته بودند، تعدادی هم او را مورد نکوهش قرار دادند و برخی دیگر هم از عملکرد نخست وزیر ژاپن انتقاد کردند.